# التحية التايلاندية

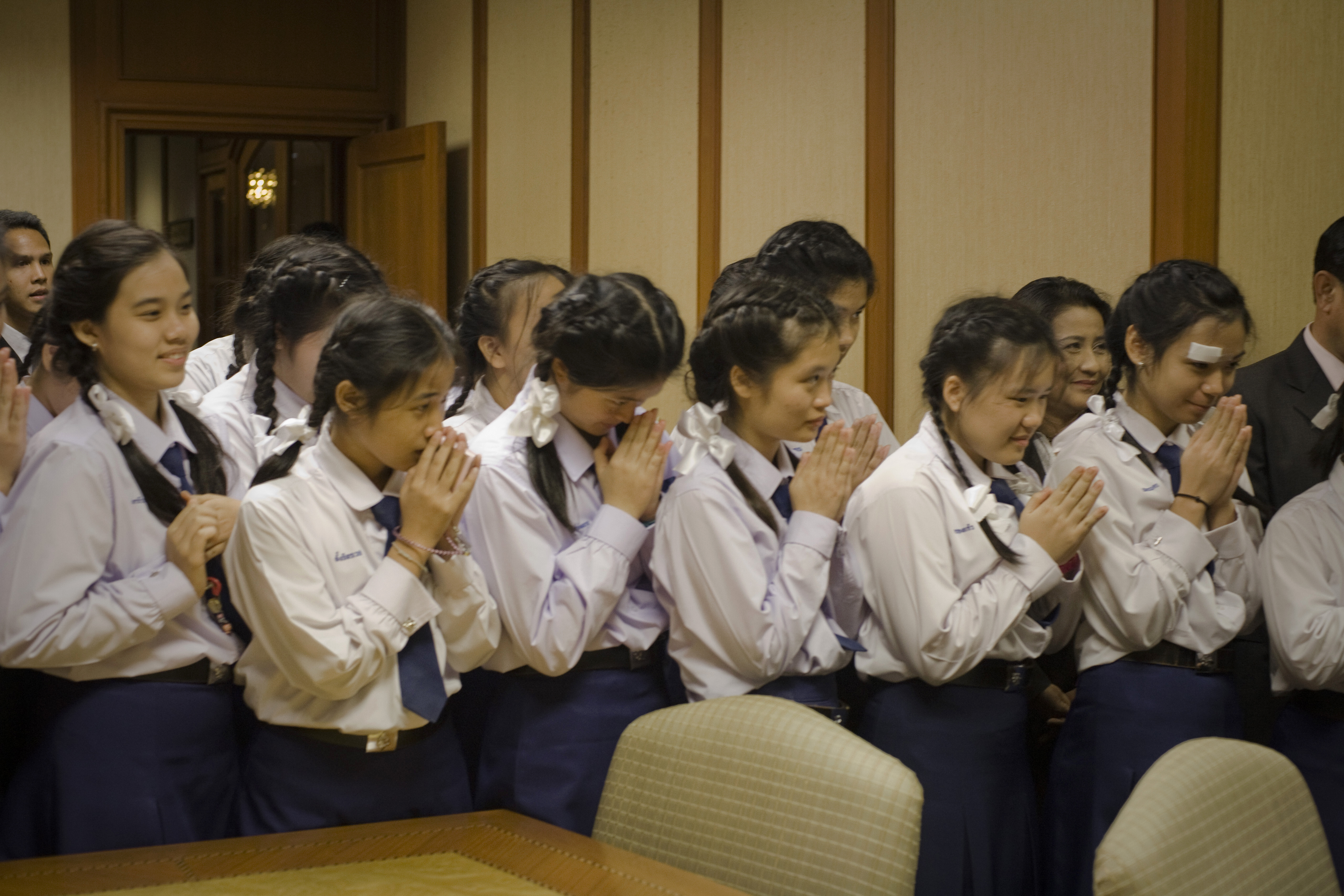
مجموعة من الطلاب يؤدون wais

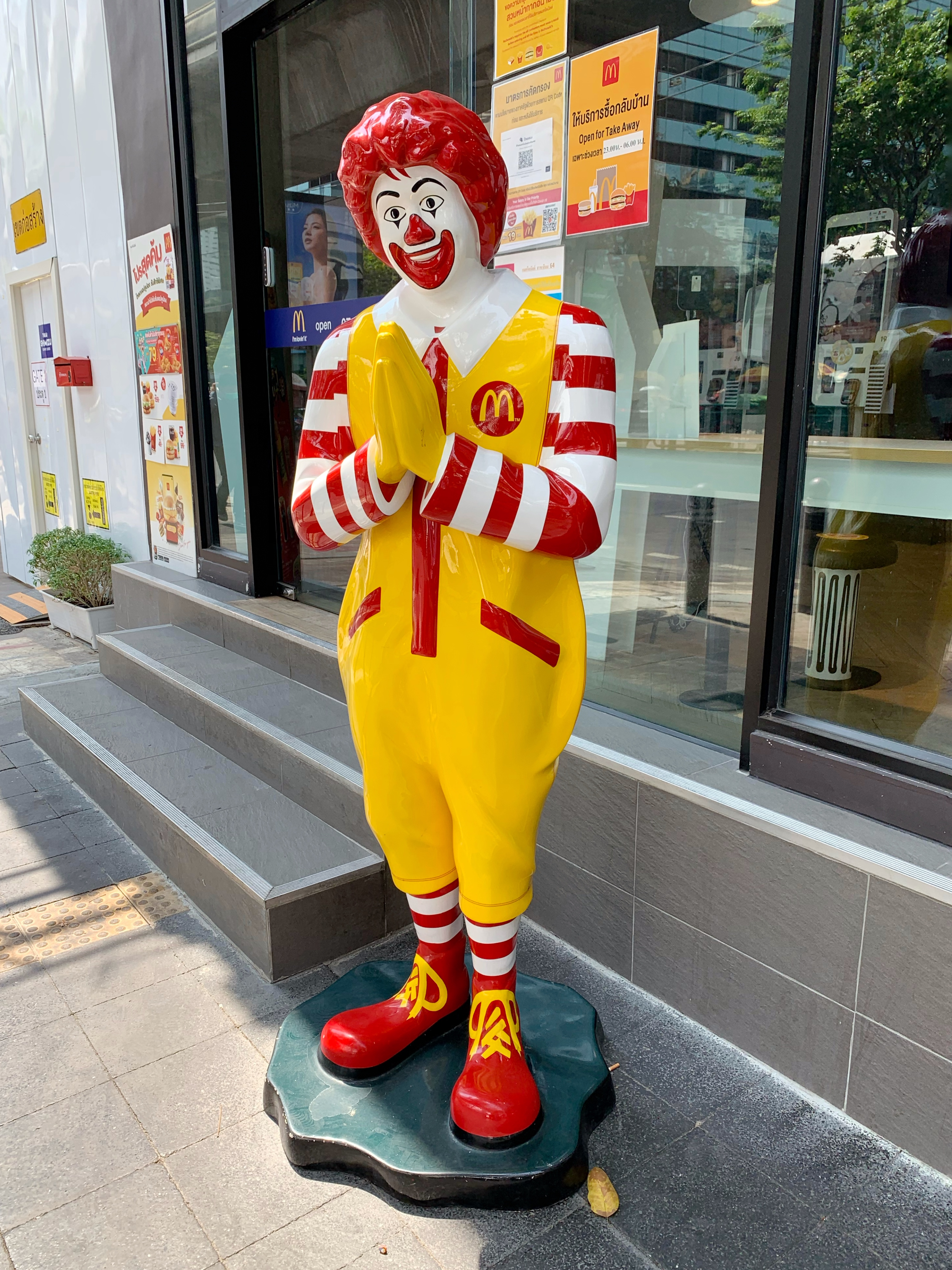
تميمة رونالد ماكدونالد في تايلاند تؤدي عروض واي

التحية التايلندية(بالتايلندية ไหว้ ، وتنطق (wa:j)) هي تحية تتكون من الانحناء مع ضم الكفوف معًا بطريقة تشبه الصلاة، ويعود أصلها إلى الهند أنجالي مودرا، مثل ناماستي الهندي والبورمي مينغالابا. 
كلما ارتفعت الأيادي وكانت قريبة للوجه مع الانحناء أكثر، زاد الاحترام الذي يظهره مانح واي، ويتم ملاحظة تحية الواي تقليدياً عند الزيارات الرسمية، وبعد الإنتهاء من الزيارة ، يطلب الضيف الإذن للخروج ويكرر التحية التي أدّاها عند الدخول .
تعرف الواي كطريقة للتعبير عن الشكر أو الإعتذار أيضاً. يعد واي أيضًا طريقة شائعة للتعبير عن الامتنان أو الاعتذار.

## الأصول
نشأت إيماءة واي في البوذية ولها أصول مماثلة لناماستي في الهندوسية. لقد كان في الأساس وضعًا يوغيًا للكف ويدل على التقاء المتكافئ بين الراحتين. هذا يعني أن الطرف الآخر يعامل كإنسان .
غالبًا ما تستخدم واي كتحية أو وداع هي "سواتدي" ( RTGS لـ สวัสดี ، pronounced [sā.wàt.dīː] ، وأحيانًا تكتب بالحروف اللاتينية مثل sawasdee ). عادة ما يتبع هذه التحية اللفظية كلمة "خا" عندما تنطقها أنثى و "خراب" عندما يتكلمها رجل ذكر (انظر الملاحظة على الجسيمات المهذبة التايلاندية ). تم صياغة كلمة sawatdi في منتصف الثلاثينيات من قبل Phraya Upakit Silapasan في جامعة Chulalongkorn. وهي مشتقة من اللغة السنسكريتية سفاستي (स्वस्ति تعني `` الرفاهية '') ، وقد تم استخدامها سابقًا في اللغة التايلاندية كمقدمة افتتاحية للنقوش فقط. شجعت حكومة بلايك فيبونسونغرام ذات النزعة القومية القوية في أوائل الأربعينيات من القرن الماضي ، على استخدامها في البيروقراطية الحكومية وكذلك في عموم السكان كجزء من مجموعة أوسع من المراسيم الثقافية لتحديث تايلاند.

## الاستخدام
لا يزال الواي حتى يومنا هذا جزءًا مهمًا للغاية من السلوك الاجتماعي بين التايلانديين ، الذين لديهم حساسية شديدة لمكانتهم المتصورة في المجتمع. كما أنها تستخدم بشكل متكرر كمرافقة للاعتذار ، بل إنها تستخدم أحيانًا " للحصول على بطاقة مجانية للخروج من السجن ". يجب على السائحين الأجانب وغيرهم من الزوار غير المعتادين على تعقيدات اللغة والثقافة التايلندية ألا يكونوا أصغر سناً منهم إلا في مقابل طريقة واي الخاصة بهم. ومع ذلك ، يجب على المرء دائمًا أن يعيد wai الذي يتم تقديمه كعلامة على الاحترام. عادةً ما يتم تبادل ال wais في الشركات ، مثل تلك التي يقوم بها صرافون المتاجر الصغيرة ، بابتسامة أو إيماءة.
إذا تلقى المرء تحية wai أثناء حمل البضائع ، أو لأي سبب يجعل ردها أمرًا صعبًا ، فلا بد عليه إظهار احترامه من خلال بذل جهد بدني لرد التحية قدر الإمكان في ظل الظروف.

## إيماءات مماثلة في بلدان أخرى
براناما أو ناماستي ، جزء من الثقافة الهندية القديمة قد انتشرت في جنوب شرق آسيا ، والتي كانت جزءًا من إندوسفير الهند الكبرى ، من خلال انتشار الهندوسية والبوذية في الهند. ولقد أثرت على الدول التالية.
في إندونيسيا ، تُستخدم الإيماءات الشبيهة بالواي في أجزاء مختلفة من البلاد ، وفي البلاط الملكي في جاوة يُطلق عليها اسم سامبا ( (بالجاوية: ꦱꦼꦩ꧀ꦧꦃ)‏ ، Sundanese ، Balinese ) ، وهي شائعة أيضًا في لومبوك وبالي ، حيث تمارس من قبل الهندوسية والبوذية أو على نطاق واسع. في بالي ،لفظ التحية التي يتم التحدث بها خلال السيمبا هي أوم سواستياستو ،  وهو ما يعادل سواتدي في التايلاندية . كلاهما نشأ من السنسكريتية سفاستي . في اللغة السنسكريتية ، تعني كلمة svasti "آمنة وسعيدة ومزدهرة" ، وتعني أستو "كن كذلك". أم سواستياستو تعني: "اللهم آمل أن يأتي كل الخير (الأمان والسعادة والازدهار) من جميع الجهات".
في لاوس وكمبوديا وميانمار ، تحيات مماثلة - تسمى nop (ນົບ) ، sampeah ، مينغالابا ( မင်္ဂလာပါ ) ، على التوالي — قيد الاستخدام أيضًا.
في ماليزيا وبروناي ، كانت تُستخدم تاريخيًا للتعبير عن الشكر أو إلقاء التحية لراعي أو شخصية أعلى ، مع رفع الأيدي إلى مستوى وفقًا لرتبة أو طبقة الفرد الموجه إليه. لا تزال تستخدم في حضور الملوك الماليزيين أو البرونزي.
في الفلبين ، على الرغم من عدم استخدامها كبادرة ترحيب ، إلا أن الإيماءات المشابهة ل واي (إمساك كلتا اليدين على مستوى المعدة أو الصدر أو مستوى الذقن) تُستخدم للتعبير عن الامتنان الصادق للمساعد أو المتبرع ، خاصة إذا كانت الحالة الاجتماعية لذلك المستفيد أعلى من تلك التي تتم مساعدتها. تعود أصولها إلى المعتقدات والعادات الهندوسية البوذية في الأرخبيل قبل الإسبان وما قبل الإسلام. ولا تزال تستخدم كتحية قبل وبعد رقصة البانجالاي لشعبي Tausug و Bajau في أرخبيل سولو .
في جنوب الهند وسريلانكا ، يتم استخدام إيماءة مماثلة للترحيب. في التاميل ، على سبيل المثال ، فإن تعبير التحية Vanakkam مشتق من جذر كلمة vanangu ، والتي تعني الانحناء أو التحية. في السنهالية ، تستخدم كلمة "أيوبوان" وتعني "أتمنى أن تعيش أطول". تُستخدم هذه الإيماءة بشكل شائع لتحية الناس في الهند.

## أنظر أيضا
- أنجالي مودا
- جاشو
- التكريم الهندي
- ناماستي
- سامبيه
- سمباه
- الثقافة التايلاندية

## روابط خارجية
- Learn Thai - Lesson 2: Thai Greetings and how to WAI على يوتيوب